# Enquete-Kommission „Aufarbeitung von Geschichte und Folgen der SED-Diktatur“
Die Enquete-Kommission „Aufarbeitung von Geschichte und Folgen der SED-Diktatur“ wurde im März 1992 vom Deutschen Bundestag aus eingesetzt, die zweite Enquete-Kommission „Überwindung der Folgen der SED-Diktatur im Prozeß der deutschen Einheit“ im September 1995. Sie befassten sich mit Aufarbeitung und Überwindung der Folgen der SED-Diktatur im Prozess der deutschen Wiedervereinigung. Parallel zu juristischer Aufarbeitung und der Arbeit der BStU sollte sie vor allem „Beiträge zur politisch-historischen Analyse und zur politisch-moralischen Bewertung“ (Bundestag Drucksache 12/8720: 9) der SED-Diktatur leisten und Politikempfehlungen für den weiteren Umgang mit der DDR-Vergangenheit erarbeiten. Darüber hinaus sollte das Gremium einen Beitrag zur Versöhnung der Gesellschaft leisten, der Bevölkerung Hilfestellungen bei der Auseinandersetzung mit der DDR-Vergangenheit anbieten, im Dialog mit der Öffentlichkeit das demokratische Selbstbewusstsein stärken und die Weiterentwicklung einer gemeinsamen politischen Kultur unterstützen.
Ihren Abschlussbericht veröffentlichte die Kommission im Mai 1994, woraufhin der Bundestag die Einsetzung einer zweiten, stärker fokussierten Enquete-Kommission mit dem Titel „Überwindung der Folgen der SED-Diktatur im Prozeß der deutschen Einheit“ beschloss. Diese sollte die Ergebnisse des ersten Gremiums weiter vertiefen und Beiträge zur gesamtgesellschaftlichen Aufarbeitung der DDR-Vergangenheit leisten. Außerdem sollte sie das demokratische Selbstbewusstsein der Bevölkerung weiter festigen, die innere Versöhnung der Gesellschaft vorantreiben sowie aktuelle Fragen des Wiedervereinigungsprozesses aufgreifen und Handlungsempfehlungen erarbeiten.

## Einsetzung der Enquete-Kommission
Nach Beschluss des Bundestags (Bundestag Drucksache 12/2330 vom 11. März 1992) konstituierte sich die Enquete-Kommission „Aufarbeitung von Geschichte und Folgen der SED-Diktatur in Deutschland“ am 19. März 1992 und wählte den Abgeordneten Rainer Eppelmann (CDU/CSU) einvernehmlich zu ihrem Vorsitzenden. Dabei umfasste die Kommission insgesamt 27 Mitglieder, die sich gemäß der Sitzverteilung im Parlament aus 16 Abgeordneten sowie elf externen Sachverständigen zusammensetzte. Die einzelnen Abgeordneten wurden jeweils von ihren Fraktionen benannt und stammten mehrheitlich aus Ostdeutschland. (Näheres hierzu siehe Mitglieder).
Die vergleichsweise späte Einsetzung einer solchen Kommission wird in der Wissenschaft häufig auf die besondere Dynamik des Wiedervereinigungsprozesses zurückgeführt, da bereits vor der offiziellen Wiedervereinigung (3. Oktober 1990) auf Seiten der DDR mit der juristischen Aufarbeitung des Regimes begonnen wurde. Dabei kam es vor allem zu Anklagen wegen Amtsmissbrauchs, Korruption und Wahlfälschung. Parallel dazu forderten viele Bürger eine Einsicht in die Akten des MfS. Daher wurde im Juni 1990 ein Sonderausschuss zur Kontrolle der Auflösung des MfS eingerichtet, der später häufig als Gauck-Behörde oder Stasi-Unterlagenbehörde bezeichnet wurde. Auf diese Weise sollte vermieden werden, dass sich dieselben Fehler wie im Umgang mit der NS-Vergangenheit wiederholen, wo die „Überlebenden wie Bettler vor verschlossenen Archivtüren standen, weil Persönlichkeitsrechte der Täter mehr galten als die geraubte Würde [...] der Unterdrückten“ (Gauck, Joachim 2001: 63f).
Erst als die anfängliche Euphorie nach der Grenzöffnung langsam verklang und die Probleme der Wiedervereinigung immer deutlicher spürbar wurden, ertönten Forderungen nach neuen Wegen der Aufarbeitung und zum Umgang mit der DDR-Vergangenheit. Als Ursache hierfür wird in der Literatur häufig die hohe Arbeitslosigkeit im Osten, die schwache Wirtschaft der DDR und die explodierenden Kosten der Wiedervereinigung genannt. Hinzu kommt außerdem, dass der Umbruchsprozess für viele Ostbürger mit einem „Kultur- und Konsumschock“ (Görtemaker, Manfred 2015) einherging, obwohl die Maueröffnung in Ostdeutschland anfänglich als Befreiung und Chance verstanden wurde. Begleitet wurde dieses Klima zudem von wachsender Unzufriedenheit über die Strafprozesse, die wegen des juristischen Rückwirkungsverbots nur sehr wenige Akteure und Funktionäre der SED verurteilen konnten. Außerdem zeigten sich in der Gesellschaft erste Ansätze der Mystifizierung des MfS und der Verharmlosung des SED-Regimes.
Daher wurden Anfang der 1990er Jahre in einer breiten öffentlichen Debatte verschiedene Ideen und Konzepte für Tribunale diskutiert. Diese sollten über juristische Verfahren hinaus moralische Urteile fällen, politische Schuld diskutieren und zuweisen. Angestoßen durch den Bürgerrechtler Friedrich Schorlemmer wurde dabei auch die Einsetzung eines gesamtgesellschaftlichen Tribunals nach Vorbild der Wahrheits- und Versöhnungskommission in Südafrika diskutiert. Basierend auf dem Argument, dass dem Bundestag als höchster demokratisch gewählter Instanz eine besondere Verantwortung für die Aufarbeitung der DDR-Vergangenheit zukomme, entschieden sich die Abgeordneten im März 1992 schließlich für die Einsetzung einer Enquete-Kommission zur Aufarbeitung der SED-Diktatur.
Damit war das Gremium, wie bei Enquete-Kommissionen üblich, dem Parlament untergeordnet und setzte sich aus einer Kooperation von Abgeordneten und Experten zusammen. So konnte die Kommission eng an den Bundestag gebunden und gleichzeitig vermieden werden, dass ein Tribunal ohne demokratische Legitimation die DDR-Vergangenheit aufarbeiten würde. Dabei wurde stets betont, dass die politisch motivierte Arbeit der Enquete-Kommission die juristische und wissenschaftliche Aufarbeitung der DDR nicht vorwegnehmen oder ersetzen dürfe.
Mit dem Ziel „Beiträge zur politisch-historischen Analyse und zur politisch-moralischen Bewertung zu erarbeiten“ (Bundestag Drucksache 12/7820: 9), betrieb die Kommission zwischen 1992 und 1994 aufwändige Recherchen im Umfang von über 15.000 Seiten, die kondensiert in einem Abschlussbericht im Mai 1994 veröffentlicht wurden und in der Drucksache 12/7820 des Bundestags öffentlich einsehbar sind. Während ihrer Arbeit führte die Enquete-Kommission 44 öffentliche und 37 nicht öffentliche Anhörungen durch, wobei insgesamt 327 Zeitzeugen und Wissenschaftler angehört wurden.

### Mitglieder
| Name                                         | Fraktion              | Position            |
| -------------------------------------------- | --------------------- | ------------------- |
| Rainer Eppelmann                             | CDU/CSU               | Vorsitzender        |
| Hartmut Büttner (ab 10. 93)                  | CDU/CSU               |                     |
| Wolfgang Dehnel (bis 11. 92)                 | CDU/CSU               |                     |
| Susanne Jaffke (bis 9. 92)                   | CDU/CSU               |                     |
| Harald Kahl (bis 10. 93)                     | CDU/CSU               |                     |
| Hartmut Koschyk (ab 10. 93, Obmann ab 7. 93) | CDU/CSU               | Obmann ab 7. 93     |
| Rudolf Krause (bis 3. 93)                    | CDU/CSU               |                     |
| Klaus-Heiner Lehne (von 10. 92 bis 10. 93)   | CDU/CSU               |                     |
| Maria Michalk (ab 3. 93)                     | CDU/CSU               |                     |
| Günther Müller                               | CDU/CSU               |                     |
| Dorothee Wilms (Obmann bis 7. 93)            | CDU/CSU               | Obmann bis 7. 93    |
| Roswitha Wisniewski (ab 11. 92)              | CDU/CSU               |                     |
| Christel Hanewinkel (bis 9. 93)              | SPD                   |                     |
| Stephan Hilsberg                             | SPD                   |                     |
| Regina Kolbe (ab 9. 93)                      | SPD                   |                     |
| Markus Meckel                                | SPD                   | Obmann              |
| Margot von Renesse                           | SPD                   | stellv. Vorsitzende |
| Gert Weisskirchen                            | SPD                   |                     |
| Dirk Hansen                                  | FDP                   | Obmann              |
| Jürgen Schmieder                             | FDP                   |                     |
| Gerd Poppe                                   | Bündnis 90/Die Grünen | Obmann              |
| Dietmar Keller                               | PDS/LL                | Obmann              |

| Name                           | Fachgebiet                                                     |
| ------------------------------ | -------------------------------------------------------------- |
| Bernd Faulenbach               | Geschichtswissenschaft                                         |
| Alexander Fischer              | Osteuropäische Geschichte                                      |
| Karl Wilhelm Fricke            | Publizist                                                      |
| Martin Gutzeit                 | Theologe und Berliner Landesbeauftragter für die Akten des MfS |
| Hans-Adolf Jacobsen (ab 3. 93) | Politikwissenschaft                                            |
| Walter Kempowski (bis 12. 92)  | Lehrer und Schriftsteller                                      |
| Armin Mitter                   | Geschichte                                                     |
| Martin-Michael Passauer        | Pfarrer und Superintendent des Kirchenkreises Berlin Stadt III |
| Friedrich-Christian Schroeder  | Jura (Strafrecht, Strafprozeßrecht und Ostrecht)               |
| Hermann Weber                  | Politikwissenschaft und Zeitgeschichte                         |
| Manfred Wilke                  | Soziologie                                                     |
| Herbert Wolf                   | Ökonomie                                                       |

### Aufgaben und Ziele
Die Aufgaben der Enquete-Kommissionen sind in den ersten Abschnitten der Abschlussberichte sowie den Beschlussempfehlungen des Bundestags zu deren Einsetzung (Drucksachen 12/2597, 13/1535 und 13/1762) ausführlich dargestellt. Da sich die Aufgabenbereiche und Ziele von beiden Kommissionen zur Aufarbeitung und Überwindung des SED-Regimes stark überschneiden und ihre Arbeit im wissenschaftlichen Diskurs zumeist demselben Aufarbeitungs- bzw. Transitional Justice Prozess zugeordnet wird, wird im Folgenden nicht trennscharf zwischen den Aufgaben und Zielen beider Gremien unterschieden. Insgesamt lassen sich in den oben genannten Dokumenten fünf Hauptziele der beiden Enquete-Kommissionen identifizieren:
1. Die Enquetekommissionen verfolgten einerseits das Ziel, die Geschehnisse in der DDR aus politisch-historischer und politisch-moralischer Perspektive aufzuarbeiten und zu bewerten (vgl. BTD 12/7820: 9). Auf diese Weise sollte vor allem ermittelt werden, was in der DDR passiert ist, wer daran in welchem Maß beteiligt war und wie damit in Zukunft umgegangen werden kann[3]. Wie die Formulierung des Ziels bereits vermuten lässt, handelte es sich hierbei in erster Linie um eine politisch motivierte Aufarbeitung der DDR-Vergangenheit. Diese sollten nicht mit einer rein wissenschaftlichen Analyse der Geschehnisse verwechselt werden, weshalb in den Berichten vermehrt auf den politischen Charakter der Enquete-Kommissionen und ihrer Arbeit aufmerksam gemacht wird[1]. Da die Kommissare mit ihren begrenzten Ressourcen nicht der gesamten Komplexität der DDR-Vergangenheit gerecht werden konnten, legten sie bei ihrer Arbeit von Anfang an Schwerpunkte auf verschiedene Themenkomplexe. Zu diesen zählten: „1) Machtstrukturen und Entscheidungsformen im SED-Staat und die Frage der Verantwortung. 2) Rolle und Bedeutung der Ideologie, integrativer Faktoren und disziplinierender Praktiken in Staat und Gesellschaft der DDR. 3) Recht, Justiz und Polizei im SED-Staat. 4) Innerdeutsche Beziehungen und internationale Rahmenbedingungen. 5) Rolle und Selbstverständnis der Kirchen in den verschiedenen Phasen der SED-Diktatur. 6) Möglichkeiten und Formen abweichenden und widerständigen Verhaltens und oppositionellen Handelns, die friedliche Revolution im Herbst 1989 und die Wiedervereinigung Deutschlands“ (Bundestag Drucksache 12/7820: 10)[1].
2. Das zweite Ziel knüpft direkt an die Ergebnisse des ersten Ziels an und versucht Verantwortlichkeiten zu benennen, verletztes Rechtsempfinden wiederherzustellen und die Opfer des SED-Regimes zu rehabilitieren. Dabei sollte die Suche nach historischer Wahrheit und gegenseitigem Verständnis dazu beitragen, die Würde und das verletzte Rechtsempfinden der Betroffenen wiederherzustellen und öffentlich anzuerkennen, sodass „sich die Menschen mit ihren unterschiedlichen Biographien im Einigungsprozeß besser wiederfinden“ (Bundestag Drucksache 13/1100: 11)[2]. Damit folgt das Ziel klar dem Prinzip einer „wiederherstellenden Gerechtigkeit“, das durch die Etablierung einer historischen Wahrheit über die Geschehnisse versucht, die Opfer zu rehabilitieren und ihnen Gerechtigkeit widerfahren zu lassen. Das Leid der Betroffenen sollte so öffentlich anerkannt und entschädigt werden[14][15]. Dieser Schritt schien im Prozess der deutschen Wiedervereinigung notwendig, da die historische Wahrheit nach rund 40 Jahren DDR eines der wenigen Dinge ist, die für die Opfer des Regimes überhaupt noch wiederherzustellen war[15]; vor allem wegen der Probleme der juristischen Aufarbeitung.
3. Zudem sollte das demokratische Selbstbewusstsein der Gesellschaft durch die Arbeit der Kommissionen gestärkt und Beiträge zur Weiterentwicklung einer gesamtdeutschen politischen Kultur entwickelt werden. Auf diese Weise sollte das freiheitliche Rechtsempfinden sowie der antitotalitäre Konsens in Deutschland manifestiert werden, um „allen Tendenzen zur Verharmlosung und Rechtfertigung von Diktaturen entgegen[zu]wirken“ (Bundestag Drucksache 13/11000: 11)[2]. Da dieses Ziel eher der Überwindung als der Aufarbeitung der SED-Diktatur zuzuordnen ist, beschäftigte sich vor allem die zweite Kommission mit diesem Thema. Um dieses Ziel zu erreichen, zeichnete die zweite Kommission zunächst den bisherigen Umgang mit den beiden Diktaturen (NS-Diktatur und SED-Diktatur) in Ost- und Westdeutschland detailliert nach, bevor sie Forschungsdesiderata nannte und Empfehlungen für den weiteren Umgang mit diesen aussprach[2].
4. Viertens versuchten die Enquete-Kommissionen zur Versöhnung der Gesellschaft beizutragen, sodass sich „die Menschen mit ihren unterschiedlichen Biografien im Einigungsprozeß besser wiederfinden“ (Bundestag Drucksache 13/11000: 11)[2]. Hierbei sollten die Verantwortlichkeiten des SED-Regimes im Dialog mit der Öffentlichkeit geklärt und politisch-historisch bewertet werden[1][10]. Dies sollte sowohl zur Versöhnung von Opfern und Tätern des SED-Regimes beitragen, als auch zur „inneren Wiedervereinigung“ zwischen Bürgern der ehemaligen DDR und der BRD[3]. Aus den Abschlussberichten geht hervor, dass die Enquete-Kommissionen die gesellschaftliche Versöhnung vor allem durch historische Aufarbeitung und die Rehabilitierung der Opfer vorantreiben wollten. So wird beispielsweise im ersten Abschlussbericht resümiert, dass insbesondere die Opfer der SED-Diktatur ein Recht auf Wahrheit hätten: „Erst wenn die Wahrheit offengelegt und Schuld von den Tätern eingestanden ist, kann auch die Versöhnung zur Sprache gebracht werden“ (Bundestag Drucksache 12/7820: 281)[1]. Dieser Ansatz baut eng auf dem Konzept der historischen Wahrheit auf, das in Transitional Justice Prozessen häufig zum Umgang mit Konfliktbelasteter Vergangenheit genutzt wird[15].
5. Letztens folgten die Kommissionen dem Auftrag Handlungsempfehlungen für den Bundestag, gesetzgebende Maßnahmen und sonstige politische Initiativen zu erarbeiten sowie Hinweise zur pädagogisch-psychologischen Verarbeitung der DDR-Vergangenheit zu liefern. Da die Gremien durch ihre Form der Institutionalisierung als Enquete-Kommissionen nur sehr eingeschränkte Mittel zur Verfügung hatten und beispielsweise weder Personen als Zeugen vorladen, noch Beschlussempfehlungen oder Gesetzesvorschläge direkt in den Bundestag einbringen konnten, finden sich in den Abschlussberichten vor allem Handlungsempfehlungen für die Abgeordneten[13][3]. Zudem beinhalten sie zahlreiche Empfehlungen für gesetzgebende Maßnahmen, politische Initiativen und Ansätze zur pädagogisch-psychologischen Verarbeitung und Aufarbeitung der DDR-Vergangenheit.

## Enquete-Kommission im wissenschaftlichen Diskurs
Im wissenschaftlichen Diskurs werden die beiden Enquete-Kommissionen zur "Aufarbeitung von Geschichte und Folgen der SED-Diktatur" (1992–1994) und zur "Überwindung der Folgen der SED-Diktatur im Prozess der deutschen Einheit" (1995–1998) häufig als Wahrheitskommissionen klassifiziert und somit dem Instrumentarium der Transitional Justice zugeordnet. Für diese Einordnung spricht unter anderem, dass beide Gremien zur Aufarbeitung der DDR-Vergangenheit eine Opferperspektive einnahmen. Zudem wurden sie zeitlich begrenzt und offiziell vom Bundestag aus eingerichtet, veröffentlichten einen frei zugänglichen Abschlussbericht und interagierten (wenn auch eingeschränkt) mit der Bevölkerung, indem sie öffentliche Sitzungen und Anhörungen von Opfern durchführten. Auf diese Weise erfüllen beide Enquete-Kommissionen formal die Merkmale von Wahrheitskommissionen nach der Definition von Priscilla B. Hayner. Da die Ergebnisse der Gremien jedoch vor allem ein Fachpublikum erreichen, werden sie in der Literatur auch als Untersuchungskommission diskutiert.
Allerdings wird ihr tatsächlicher Beitrag zur Versöhnung in einigen Publikationen nur als äußerst gering eingestuft. So wird beispielsweise kritisiert, dass die Kommissionen die Öffentlichkeit zu wenig in den Aufarbeitungsprozess involviert habe und das öffentliche Interesse an ihrer Arbeit besonders gering ausfiel; vor allem im Vergleich zur juristischen Aufarbeitung und der Arbeit der BStU. Zu den Hauptkritikpunkten im Diskurs um die Kommissionen gehört außerdem die eingeschränkte Interaktion mit der betroffenen Bevölkerung. Auch ihr institutioneller Rahmen als Enquete-Kommission und die daraus resultierende Nähe zum Parlament wird häufig kritisiert, da dies die Gefahr einer Politisierung der Vergangenheitsdebatte birgt.
Dennoch sollte die Arbeit der Kommissionen nicht auf diese Kritik beschränkt bleiben, indem auch die positiven Aspekte ihrer Arbeit hervorgehoben werden. Dazu zählt beispielsweise, dass beide Gremien durch ihre Arbeit entscheidend zur Aufarbeitung der ostdeutschen Geschichte beigetragen haben. Zudem gelten viele ihrer Empfehlungen nach wie vor als Richtlinien für parlamentarische Debatten in Deutschland.